# Munir Baschir

Munir Baschir

Munir Baschir (arabisch منير بشير, DMG Munīr Bašīr, reichsaramäisch ܡܘܢܝܪ ܒܫܝܪ) – gebräuchlich sind auch andere Transkriptionen – (* 1930 in Mosul, Irak; † 28. September 1997 in Budapest, Ungarn) war ein irakischer Musiker und im Besonderen ein stilbildender Virtuose auf der orientalischen Kurzhalslaute, dem Oud. Er war einer der ersten arabischen Instrumentalmusiker, die auch in Europa und Amerika bekannt wurden. Seine Musik zeichnet sich vor allem durch einen neuartigen Improvisationsstil aus, der neben orientalischen Formen auch Baschirs Studium europäischer und indischer Tonkunst widerspiegelt.

## Leben

### Mosul
Munir Baschir wurde im nordirakischen Mosul geboren. Hinsichtlich seines Geburtsdatums weichen die Angaben verschiedener Quellen voneinander ab und schwanken zwischen 1928 und 1930. Baschir entstammt einer assyrischen (also christlichen) Familie, die seit Generationen einflussreiche Musiker hervorgebracht hat. So waren beispielsweise sein Vater 'Abd al-Aziz und sein Bruder Dschamil Baschir (1921–1977) wie Munir selbst als hervorragende Oud-Solisten und Sänger bekannt; von Dschamil stammt ein maßgebliches Lehrbuch für den Oud. Die Familie begann mit der musikalischen Ausbildung des jungen Munir, als dieser fünf Jahre alt war. Er lernte zuerst das Violoncello – dieses europäische Instrument war seit Ende des 19. Jahrhunderts allmählich zu einem beliebten Bass-Instrument in der arabischen Musik geworden. Parallel dazu unterrichteten ihn seine Verwandten in Gesang und auf dem Oud. Das Einweisen in den Gebrauch der Laute ist deswegen wichtig, weil diese in der persisch-arabischen Musik eine ähnliche Rolle einnimmt wie das Klavier in der europäischen: Es handelt sich um dasjenige Instrument, anhand dessen die wichtigen musiktheoretischen Inhalte vermittelt werden.
Der Nordirak verfügt über eine besonders reiche musikalische Vergangenheit, weil sich hier seit Jahrhunderten verschiedenste Stile und Traditionen mischen. In diesem Umfeld machte Munir Baschir darüber hinaus frühzeitig Bekanntschaft mit klassisch-türkischer, persischer und kurdischer Musik.

### Bagdad
Bereits im Alter von sechs Jahren sandte die Familie den begabten Munir an das Konservatorium in Bagdad, das erst 1934 von dem bedeutenden irakischen Musikwissenschaftler Scharif Muhyi 'd-Din Haydar Targan (1892–1967) begründet worden war. Schon während seines Studiums, verstärkt aber nach seinem Abschluss, widmete Baschir seine besondere Aufmerksamkeit der Dokumentation und Bewahrung der überkommenen Musikstile seines Landes. Diese befanden sich, unter anderem aufgrund der turbulenten Geschichte Iraks im 20. Jahrhundert, in einem fortschreitenden Prozess der Überformung durch „westliche“, also europäische und amerikanische Musik, vor allem deren eher kommerzielle Spielarten.
Am neu gegründeten Institut des Beaux-Arts in Bagdad übernahm Baschir 1951 Lehraufträge für Oud und arabische Musikgeschichte, daneben arbeitete er als Redakteur für den irakischen Rundfunk.

### Beirut
Baschirs Verhältnis zu seinem Heimatland war immer ambivalent: Einerseits fühlte er sich im überreichen kulturellen Erbe Mesopotamiens zutiefst verwurzelt, andererseits erlebte der Irak in der Lebenszeit des Musikers praktisch keine Phase innerer Stabilität. Die 1950er und 60er Jahre im Besonderen, also die letzten Jahre der haschimitischen Monarchie und die Periode ständiger Militärputsche, die auf den Sturz Faisals II. im Jahre 1958 folgte, zwangen Baschir nachgerade dazu, seiner musikalischen Arbeit im Ausland nachzugehen.
Da ihm sein Ruf bereits nach Beirut vorausgeeilt war, nahm ihn die legendäre libanesische Sängerin Fairuz umgehend als Begleiter und „Star-Solisten“ unter Vertrag, als er 1953 erstmals in die libanesische Hauptstadt reiste. Während er über Fairuz weitere Spielarten der US- und lateinamerikanischen Popularmusik kennenlernte, intensivierte er parallel seine Forschungen über die Musiktraditionen des Nahen Ostens. Aufgrund seiner profunden musiktheoretischen Kenntnisse erhielt er Lehraufträge an den Musikhochschulen in Bagdad und Beirut.
Die Jahre 1953 und 1954 markieren zudem den Beginn von Baschirs Karriere als Instrumentalvirtuose. Ein erstes öffentliches Solokonzert fand 1953 in Istanbul statt, im darauf folgenden Jahr erhielt der erst 23-Jährige ein Feature im irakischen Fernsehen. Im Jahr 1957 begann er mit Tourneen, die ihn in die meisten Länder Europas führten; die schwierige politische Lage seines Heimatlandes mit den daraus resultierenden problematischen Arbeitsbedingungen für einen Musiker veranlassten ihn 1960 dazu, den Irak dauerhaft zu verlassen.

### Budapest
Nach zwischenzeitlichem erneutem Aufenthalt in Beirut ließ Baschir sich Anfang der 1960er Jahre in Budapest nieder, wo er bis zu seinem Lebensende einen Wohnsitz unterhalten sollte: Er heiratete eine Ungarin, der gemeinsame Sohn Omar kam 1970 in der ungarischen Hauptstadt zur Welt. Diese Stadt war für den Iraker nicht nur als europäische Musikmetropole attraktiv, sondern auch, weil sie ihm die Möglichkeit bot, am Franz-Liszt-Konservatorium (Liszt Ferenc Zeneakadémia) bei Zoltán Kodály zu studieren, an dem er 1965 in Musikwissenschaft promoviert wurde. Kodály hatte sich in Zusammenarbeit mit Béla Bartók große Verdienste um die Bewahrung traditionellen ungarischen Liedguts erworben. Dies entsprach in Zielsetzung und Methodik sehr weitgehend dem Engagement Baschirs für die Volks- und Kunstmusik seiner Heimat.
Nach dem Tod Kodálys 1967 hielt sich Baschir wieder für einige Zeit in Beirut auf. Die Entwicklung der arabischen Musik, die er aufgrund des inkompetenten und kritiklosen Umgangs mit westlichen Einflüssen von einer fortschreitenden Degeneration und Kommerzialisierung gekennzeichnet sah, stieß ihn jedoch ab: Da er die beliebten Sänger und Sängerinnen der Zeit für die Hauptverantwortlichen dieses Trends hielt, weigerte er sich fortan, Engagements bei ihnen anzunehmen.

### Botschafter der irakischen Musik
1973 berief das irakische Informationsministerium Baschir in seinen Kulturausschuss; das Regime der Baath-Partei hatte sich zu diesem Zeitpunkt noch nicht fest etabliert und fand in ihm als Angehörigem der christlichen Minderheit eine kulturelle Integrationsfigur. Baschir, der sich selbst eher unpolitisch gab, schien auch aufgrund seiner internationalen Bekanntheit eine geeignete Persönlichkeit, um die unterschiedlichen ethnischen, religiösen und politischen Gruppen seiner Heimat zu repräsentieren. 1981, als Saddam Hussein bereits an der Macht war und die faktische Macht mehr und mehr an die sunnitische Bevölkerungsgruppe überging, unterstützte das Regime gleichwohl die Gründung von Baschirs 40-köpfiger Iraqi Traditional Music Group, die sich der Vielfalt der irakischen Kultur verpflichtet fühlte. Baschir war zeitweilig künstlerischer Berater im Ministerium für Kultur, Präsident des Nationalen Musikkomitees der Republik Irak und Generalsekretär der Arabischen Musikakademie.
Im Jahr 1987 – der Erste Golfkrieg war noch im Gang – gelang es Baschir mit Hilfe seines internationalen Renommées, ein langgehegtes Projekt zu verwirklichen: In diesem Jahr fand zum ersten Mal das Babylon International Festival für Tanz, Musik und Theater statt, dem er noch einige Jahre lang als künstlerischer Leiter vorstand.
Baschir selbst hielt sich jedoch nur sporadisch in Bagdad auf und verließ das Land nach dem Zweiten Golfkrieg 1991 endgültig. Gastspiele, vor allem in Europa, boten ihm ein großes, aufgeschlossenes Publikum und damit eine ausgezeichnete Plattform für die Präsentation seines mittlerweile ausgeprägt eigenständigen Improvisations- und Kompositionsstils. Der überwiegende Teil seiner maßgeblichen Platteneinspielungen fand dementsprechend auch in Europa statt. In seinen letzten Lebensjahren setzte Baschir es sich zum Ziel, seinen Sohn Omar zu seinem musikalischen Erben „aufzubauen“. Eine Duo-Aufnahme mit Omar vom Februar 1994 gilt heute als Klassiker in Baschirs Œuvre, weil sie traditionelles, größtenteils volksliedhaftes Material mit höchst kunstvoller Improvisationstechnik in exemplarischer Weise kombiniert.
Munir Baschir starb 1997 in Budapest, kurz vor dem geplanten Abflug zu einer Konzertreise nach Mexiko, an Herzversagen.

## Instrumentalstil

### Allgemeine Charakteristika
In der langen Geschichte des Oud gilt Munir Baschir als einer der bedeutendsten Exponenten dieses Instruments. Sein Stil unterscheidet sich deutlich von dem anderer bedeutender Oudisten des 20. Jahrhunderts, etwa der urbanen „Showmanship“ im „typisch ägyptischen“ Spiel von Farid al-Atrache oder der stark jazzorientierten Musik des in Europa sehr populären Libanesen Rabih Abou-Khalil.
Vor allem im Bereich der solistischen Improvisation (arab. taqsim) über die in der arabischen Musik gebräuchlichen Tonleitern (maqam, Plural maqamat) führen ihn viele Kenner und Kollegen als unübertroffenen Meister an. Es ist sicher zum großen Teil auf Baschirs Pionierarbeit zurückzuführen, wenn Oudisten heutzutage Solo-Vortragsabende in Konzertsälen in aller Welt bestreiten können.
Dagegen wandte er sich im Lauf seiner musikalischen Entwicklung immer schärfer gegen die Klischees, die gerade bei der Gesangsbegleitung kommerzieller nahöstlicher Musik auf dem Oud ein orientalisches Äquivalent zur vielbelächelten westlichen „Lagerfeuergitarre“ darstellen.

### Stimmungen
Es gehört in vielen musikalischen Idiomen zur Tradition der Saiteninstrumente, mit verschiedenen, den Erfordernissen eines Stückes angepassten Stimmungen der Saiten zu arbeiten.
Es überrascht daher nicht, dass ein Musiker vom Range Baschirs mit etlichen Stimmungen des Oud experimentierte. Eine sehr verbreitete Standard-Stimmung des arabischen Oud („arabisch“ hier im Gegensatz zum fast identischen türkischen Instrument, das eine etwas andere Geschichte hat) lautet: Hörbeispielⓘ
Aufbauend auf älteren Traditionen der irakischen Oudisten-Schule (beispielsweise seines älteren Bruders) entwickelte Munir Baschir eine typische, heute meist nach ihm benannte Stimmung:
Hierbei fällt die Doppelung des „eigentlich“ höchsten Chores auf F durch einen weiteren, höher liegenden, aber eine Oktave tiefer gestimmte F-Chor auf. Dieser Kniff ermöglicht einen besonders volltönenden Klang des hohen Melodiechores und kommt dem ausgeprägten Interesse Baschirs an melodischen Gestaltungsmöglichkeiten entgegen.
Eine weitere Stimmung wurde in ähnlicher Form bereits von anderen Mitgliedern der Baschir-Familie entwickelt. Hierbei verwendet der Spieler einen F-Basssaitenchor, der eine weitere Oktave tiefer gestimmt ist als im obigen Beispiel; fakultativ können auch zwei F-Saiten im Oktavabstand aufgezogen werden. Bei dieser Stimmung des Instruments rahmen die Basschöre am Rand des Griffbretts den Melodiechor in dessen Mitte gewissermaßen ein. Ein nach der geschilderten Methode gestimmter Oud verfügt in der Regel über einen ausgesprochen vollen Klang und erlaubt ungewöhnliche Melodieführungen, allerdings stellt ein solch kompliziertes Stimmungssystem hohe Anforderungen an die Griff- und Zupftechnik des Musikers.

### Zupftechnik
Baschirs Auseinandersetzung mit fremden Musikformen zeigt sich auch in seinen Experimenten mit alternativen Zupftechniken. Das Anschlagen der Saiten mit den Fingern, wie es auf der Gitarre – besonders im Flamenco – kultiviert wurde, machte er zu einem wesentlichen Merkmal seines reifen Stils. Vom Gebrauch eines Plektrums in Form eines Daumenrings (mizrab), wie er es bei seinem Studium der indischen Sitar kennengelernt hatte, nahm er nach kurzzeitigen Experimenten wieder Abstand.

### Ornamentik
Die taqsim-Improvisation, die Baschir als bevorzugte Gattung pflegte, zieht ihren Reiz aus der intelligenten, komplizierten Regeln folgenden Verzierung von Melodien oder vertrauten melodischen Fragmenten. Ein taqsim entwickelt sich also anhand deutlich anderer, aber keinesfalls weniger kunstvoller Kriterien als die aus dem modernen Jazz bekannte Improvisation innerhalb eines relativ strengen metrischen, harmonischen und formalen Rasters. Eine Ähnlichkeit zur Jazz-Improvisation besteht jedoch wiederum darin, dass bestimmte Muster in enger Verbindung zu ihrem „Schöpfer“ gehört werden. In diesem Sinne erkennt der mit der arabischen Musik vertraute Hörer heute zahllose „Baschirismen“ wieder, wie der Jazzfan in bestimmten melodischen Wendungen zweifelsfrei den Einfluss Louis Armstrongs oder Charlie Parkers identifizieren kann.

### Erweiterung des Tonumfangs
Der Oud gehört, wie erwähnt, zur Familie der Kurzhalslauten: Das größte Intervall, das der Spieler zwischen Leersaite und Griffbrettende abgreifen kann, beträgt nicht mehr als eine Quinte. Es ist allerdings möglich, größere Intervalle auf derselben Saite zu spielen, indem man Töne auf der Korpusdecke abgreift. Wenn Munir Baschir diese etwas unorthodoxe Technik auch nicht erfunden hat, so hat er sie doch in besonders exemplarischer Weise in seinen Stil integriert.
Ebenso gehörte die Verwendung von Flageoletts vor Baschir nicht zum traditionellen Kanon der Spieltechniken auf dem Oud, obwohl dieses Verfahren der Tonerzeugung für Saiteninstrumente eigentlich charakteristisch ist.

### Fremde Einflüsse
Baschirs gelegentlich etwas polemisches Engagement für die authentischen Ausdrucksmittel der arabischen Musik entstand nicht aus einer rigorosen Innenperspektive heraus. Er war ein umfassend gebildeter und interessierter Musiker, der zeitlebens eine ausgesprochene Aufgeschlossenheit für nicht-arabische Stile bewies, wobei er der europäischen und der nordindischen (hindustanischen) Musik besondere Aufmerksamkeit widmete.
Diese profunde Sachkenntnis ermöglichte es ihm, fremde Einflüsse nicht als bloße zusammenhanglose Zitate in seine Musik einzubeziehen, sondern sie in überzeugender Weise in den überlieferten Kanon „seiner“ Musik aufzunehmen.
Zur Verdeutlichung sei Baschirs Arbeitsweise anhand eines besonders spektakulären Beispiels aufgezeigt. Auf der Duo-Einspielung mit seinem Sohn Omar findet sich Baschirs Eigenkomposition Al-Amira al-Andaluciyya („Die andalusische Fürstin“) mit dem im arabischen Kontext ganz ungewöhnlichen Eröffnungsmotiv Hörbeispielⓘ
Das C-Dur-Dreiklangsarpeggio (Motiv a), welches das Stück eröffnet, wäre in europäischer Musik eine ausnehmend banale Floskel – auf dem Oud handelt es sich um eine völlig ungewöhnliche musikalische Geste, da die arabische Musik gerade Durdreiklänge in dieser Form praktisch nicht verwendet. Die Umspielung des Tons C (Motiv b) weist dann auf die eigentlich vom Komponisten beabsichtigte musikalische Konnotation (Andalusien, jahrhundertelang eine Provinz des Kalifats und Heimat des Flamenco). Mit Hilfe von nur zwei Tönen (Db und Bb) „kippt“ der Durklang in die für den Flamenco so typische phrygische Tonart, wobei die tremoloartige Verzierung des Spitzentons Db diesen Effekt noch verstärkt. Die zum G absteigende Linie (Motiv c) etabliert dann die Tonart, in der die folgenden Improvisationen stattfinden werden – maqam Hijaz Kar Kurd, das (in vereinfachter Form) diese Struktur hat: Hörbeispielⓘ
Der asymmetrische Aufbau dieser Materialtonleiter verlangt eine unterschiedliche Führung von auf- beziehungsweise absteigenden Melodielinien und eignet sich damit hervorragend zu Flamenco-artigen Improvisationen, da sich diese Stilistik durch einen typischen ambivalenten, instabilen Bezug zur Dur-Moll-Tonalität auszeichnet. Letztere ist der arabischen Musik, die keine Harmonik kennt, naturgemäß völlig fremd.
Im Fortgang der Improvisationen greift Baschir auf einen weiteren, sehr virtuosen Effekt zurück, indem er zahlreiche Akkorde spielt. Diese so genannten rasgueados sind ein unverzichtbares Stilelement der Flamencogitarre. Auf dem Oud als bundlosem Instrument sind sie aber äußerst schwer sauber zu intonieren.

## Einfluss und Rezeption

### Bedeutung für die arabische Musik
Munir Baschir betrat die Szene zu einer Zeit, die für die arabische Musik alles andere als günstig war. Er war sich durch seine professionellen Erfahrungen und seine Weltläufigkeit dieser Schwierigkeiten deutlicher bewusst als viele seiner Kollegen, die häufig dazu neigten, sich in Nischen zurückzuziehen oder mehr oder minder resignierend mit den Gegebenheiten abzufinden. Bernard Lewis, der britische Historiker, nennt den Musiker dagegen als Beispiel für einen Araber, der es verstanden habe, dem Einfluss der westlichen Kultur auf der Basis gleichberechtigter Zusammenarbeit zu begegnen. Mit seinem Eintreten für die Traditionen „seiner“ Musik und der Auseinandersetzung mit älteren Formen suchte und fand Baschir neue Möglichkeiten des musikalischen Ausdrucks.
Auf einer mehr technischen Ebene stellte Baschir seine Improvisationen in den Kontext eher obskurer maqamat, die außerhalb des Irak niemals gebräuchlich waren oder im Laufe des 20. Jahrhunderts in Vergessenheit geraten waren.

### Kritik
Baschirs Einbeziehung fremder Stilelemente stieß bei Traditionalisten gelegentlich auf Unverständnis und Kritik. Wie der Musikjournalist Sami Asmar berichtet, tauchte der Vorwurf auf, Baschir biedere sich bei seinem westlichen Publikum an, indem er bevorzugt in maqamat musiziere, die besonders „einfach“ seien. Die Behauptung ging im Detail dahin, Baschir missbrauche die maqamat Rast und Shadd Araban in dieser Weise. Die angesprochenen Tonarten sehen (wiederum in vereinfachter Form) so aus:
Hörbeispielⓘ (Ein längerer Ausschnitt aus einem von Baschir eingespielten taqsim in dieser Tonart findet sich unter den Weblinks)
Hörbeispielⓘ

Maqam Rast

Maqam Shadd Araban

Nun trifft es zwar im Kontext der arabischen Kultur zu, dass maqam Rast als sehr grundlegende Tonart empfunden wird, vergleichbar der Situation von C-Dur in Europa. Für den europäischen Hörer ist diese Klanglichkeit – in etwa die dorische Tonart unter Verwendung von Viertelton-Intervallen – in keiner Weise besonders eingängig. In Shadd Araban ist es die Verwendung zweier 1½-Tonschritte, die die Tonleiter für das westliche Ohr eher abstrakt und unsanglich macht.
Abgesehen von den wenig überzeugenden Voraussetzungen, bei denen die angesprochene Kritik ansetzt, wird sie auch durch das Schallplattenwerk von Munir Baschir nicht gestützt. Zumindest in den Platteneinspielungen ist eine Bevorzugung der genannten Tonarten nicht greifbar zu machen, und es gibt keine Hinweise darauf, dass es sich bei Live-Auftritten Baschirs anders verhalten haben könnte. Viel leichter ließe sich nachweisen, dass Baschir gerade solche maqamat bevorzugt, die großen melodischen Freiraum gestatten und für das von der Harmonik geprägte europäische Gehör eine starke tonale Ambivalenz implizieren, wie dies oben für Hijaz Kar Kurd aufgezeigt wurde.

## Ehrungen
Für sein musikalisches Werk und sein Engagement im Dialog der Kulturen wurde Baschir, vor allem in seinen letzten Jahren, auch international anerkannt. Er war unter anderem Vizepräsident des UNESCO-Musikrates, Ritter der französischen Ehrenlegion und Generalsekretär der arabischen Musikakademie in Bagdad.

## Ausgewählte Diskografie
- Recital – Solo de Luth Oud, Live in Geneva (Club du Disque Arabe AAA003)
- L'Art du 'Ud/The Art of the 'Ud (Ocora C580068)
- Flamenco Roots (Byblos BLCD 1002)
- Raga Roots (Byblos BLCD 1021)
- Duo de 'Ud, mit Omar Baschir (Auvidis B 6874)
- Munir Bashir & the Iraqi Traditional Music Group (Le Chant du Monde 274 1321)
- Meditation – Improvisation auf dem 'Ūd (Eterna 835085)

### Musiktheorie, Biografie
- Website des Oud-Experten Dr. David Parfitt
- Umfassende Website über den Oud
- Ausgezeichnete, leicht verständliche Einführung in die arabische Musiktheorie
- Encyclopedia of the Orient
- Saramusik

### Hörbeispiele
- Ausschnitt aus der Duo-Improvisation mit Omar über das Volkslied Fog en-Nakhel (MP3-Datei; 469 kB)

| Personendaten    | Personendaten                                                |
| ---------------- | ------------------------------------------------------------ |
| NAME             | Baschir, Munir                                               |
| ALTERNATIVNAMEN  | Bashir, Munir; Bachir, Mounir; Bachire, Mounir; Bašīr, Munīr |
| KURZBESCHREIBUNG | irakischer Musiker                                           |
| GEBURTSDATUM     | 1930                                                         |
| GEBURTSORT       | Mosul                                                        |
| STERBEDATUM      | 28. September 1997                                           |
| STERBEORT        | Budapest                                                     |